# Barbus nasus
Barbus nasus là một loài cá vây tia loài trong họ Cyprinidae. Nó chỉ được tìm thấy ở Maroc.
Môi trường sống tự nhiên của chúng là suối nước ngọt. Nó ngày càng hiếm gặp do mất môi trường sống.
The taxonomy và systematics of the Maghreb barbs are subject to considerable dispute. Some authors include the much more common B. magniatlantis in B. nasus, while others consider them distinct.